# 龙榆生
龙榆生（1902年4月26日—1966年11月18日），原名沐勋，字榆生，号忍寒，江西万载县人，是中国二十世纪词学名家，80年代後對他的鑒賞文學評價很高。与夏承焘、唐圭璋、詹安泰并称「民国四大词人」。

## 生平
龙榆生生于江西万载县的一个书香之家，父亲是龙赓言，母亲杨玉兰也出生世家。6岁时，其母去世。他小时候身体不好，因此没能如愿进入北京大学读书。他由父亲教授诗词，后经堂兄龙沐光介绍，于1921年春就读武昌高等师范学校，师从黄侃。1933至1936年，他通过叶恭绰等人的资助创办了《词学季刊》，后因抗战爆发而停刊，共出版十一期，此后还创办过《同声月刊》等词学杂志。
1928年起先后任暨南大学、中山大学、太炎文学院、国立音专等校教授。1940年出任「南京國民政府」立法委员，不久脱离政治，任教于中央大学。1945年因参与汪政权被判入狱12年，1945年11月8日囚禁于南京老虎桥监狱。
1948年保外就医。1949年9月中国政协第一届全体会议期间，龙榆生的好友张云川向陈毅谈起他，11月初陈毅返回上海后给龙榆生安排工作。1956年任教上海音乐学院，1958年被打成右派，1966年文化大革命中遭抄家，书斋“风雨龙吟室”的书稿、文物尽数被抄没。他于不久后在上海病逝。死后，他安葬于北京万安公墓，墓志铭只有一句话“西江忍寒词人龙七，1902——1966。”

## 著作
龙榆生早年学习苏轼、辛弃疾的豪放词风，抗战时期风格发生转变，显得苍凉沉郁。这和他加入汪精卫政权有关，其原始动机为“为苍生请命，为千古词人吐气”，但加入后发现与所想不同，招致非议，又因为家庭的关系没办法辞职，所以导致词风变化。
他有多部著作，其中最著名的是《唐宋名家词选》，有“近世选本之冠”之称。除去自己的著作外，他还参与过《词学季刊》《同声月刊》《音乐杂志》《夏声月刊》等杂志的编辑或创办，目的是“复中夏之正声，挽西山之斜日”。

### 列表
| 名稱                 | 定稿時間 | 定稿地點 | 出版時間 | 出版機構           |
| -------------------- | -------- | -------- | -------- | ------------------ |
| 《东坡乐府笺》       | 1931年   | 上海     | 1936年   | 上海商务印书馆     |
| 《中国韵文史》       | 1934年   | 上海     | 1934年   | 上海商务印书馆     |
| 《唐宋名家词选》     | 1934年   | 上海     | 1934年   | 上海开明书店       |
| 《近三百年名家词选》 | 1956年   | 上海     | 1956年   | 上海古典文学出版社 |
| 《唐宋词格律》       | 1956年   | 上海     | 1978年   | 上海古籍出版社     |
| 《词曲概论》         | 1958年   | 上海     | 1980年   | 上海古籍出版社     |
| 《词学十讲》         | 1962年   | 上海     | 1988年   | 福建人民出版社     |
| 《龙榆生词学论文集》 | 1957年   | 上海     | 1997年   | 上海古籍出版社     |

## 逸事
1956年1月30日全国政协二届二次会议召开前，并不是政协委员的龙榆生得到与会通知，2月6日晚上七点半受到毛泽东在怀仁堂接见，与毛泽东、周恩来、董必武、邓小平、郭沫若、彭真、沈钧儒、陈叔通等同席。龙榆生有些拘束，毛泽东发现后专门给他夹菜。两人谈论过鲍鱼相关典故，毛泽东诙说：“龙先生学问渊博，我的学问不及他呢。”宴后，龙榆生作词《绛都春》纪念。
1965年11月，龙榆生长子龙厦材到上海出差，返回东北时，龙榆生将三册合订本的《词学季刊》交给儿子，嘱咐他路过北京时送给陈毅，并请陈毅转送毛泽东。此外，毛泽东也很喜欢龙榆生的《唐宋名家词选》一书。